# Стріха

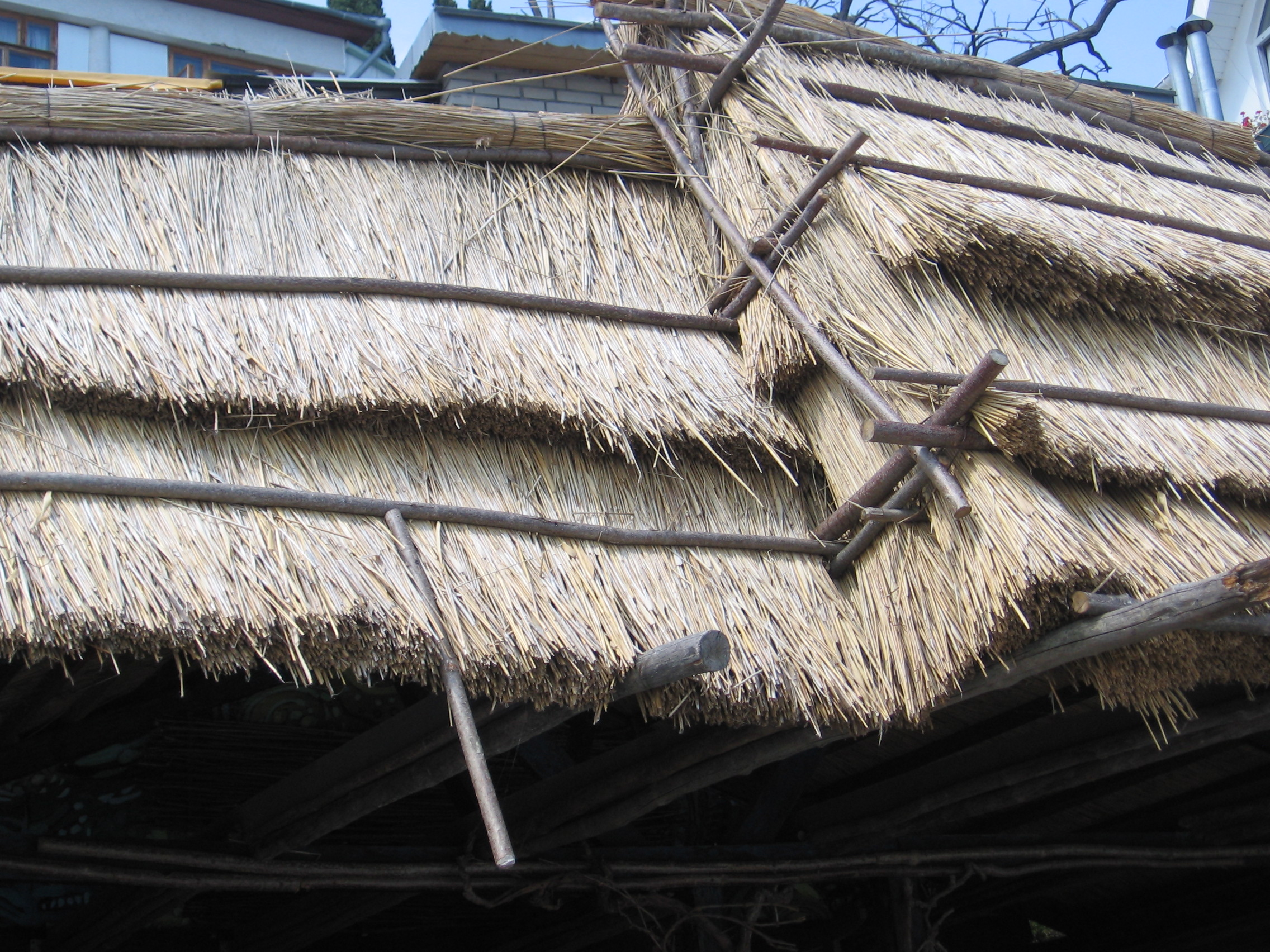
Стріха з очерету. Крим.

Стрі́ха — солом'яна або очеретяна покрівля. Стріхою також називають нижній край такої покрівлі, що нависає над стіною (він відомий і як острі́шок). Для покриття стріхи використовують очерет у горстках або солому в кулях — обмолочених снопах.
Такий тип дахів колись був звичайним у лісостеповій і степовій зонах України, досі поширений у спекотних країнах Азії, Африки, Південної Америки й Океанії. У Європі подібні покрівлі невеликих приватних будинків мали поширення до початку 1800-х років.
Глиносолом'яна покрівля — різновид солом'яної покрівлі.

## Технологія покриття стріхи

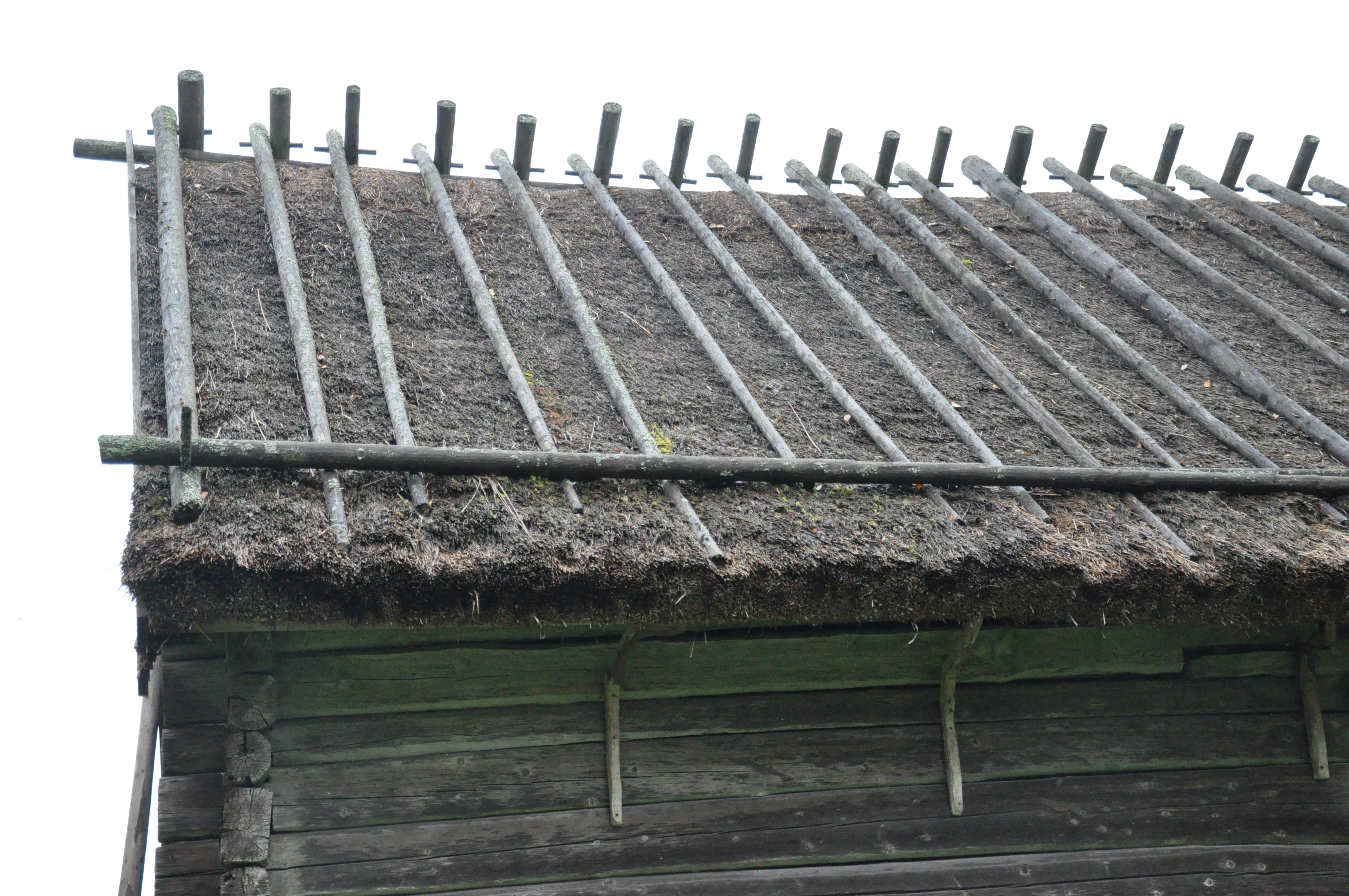
Стріха з довгими ключинами. Швеція.

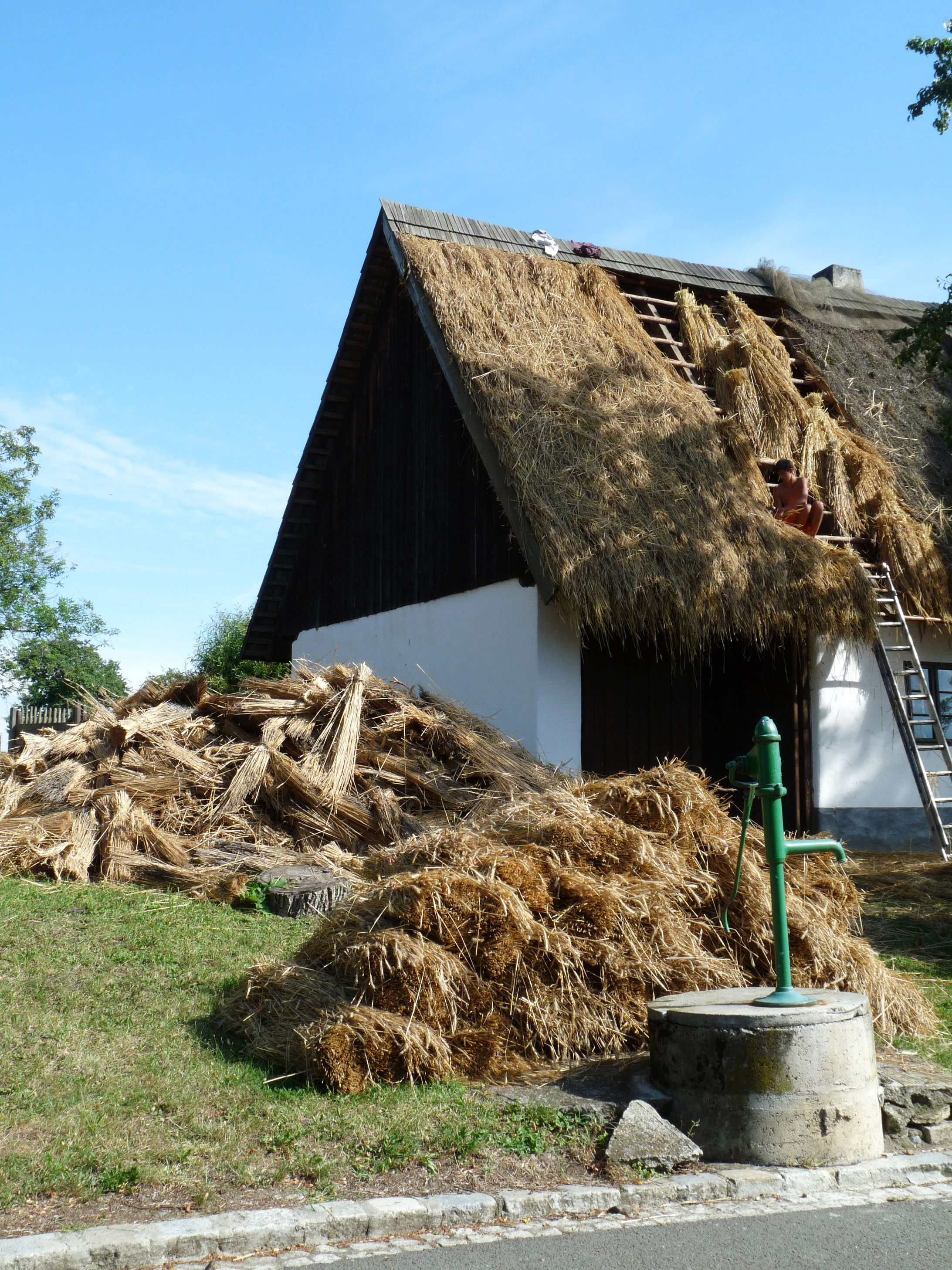
Ремонт стріхи. Риміце, Чехія

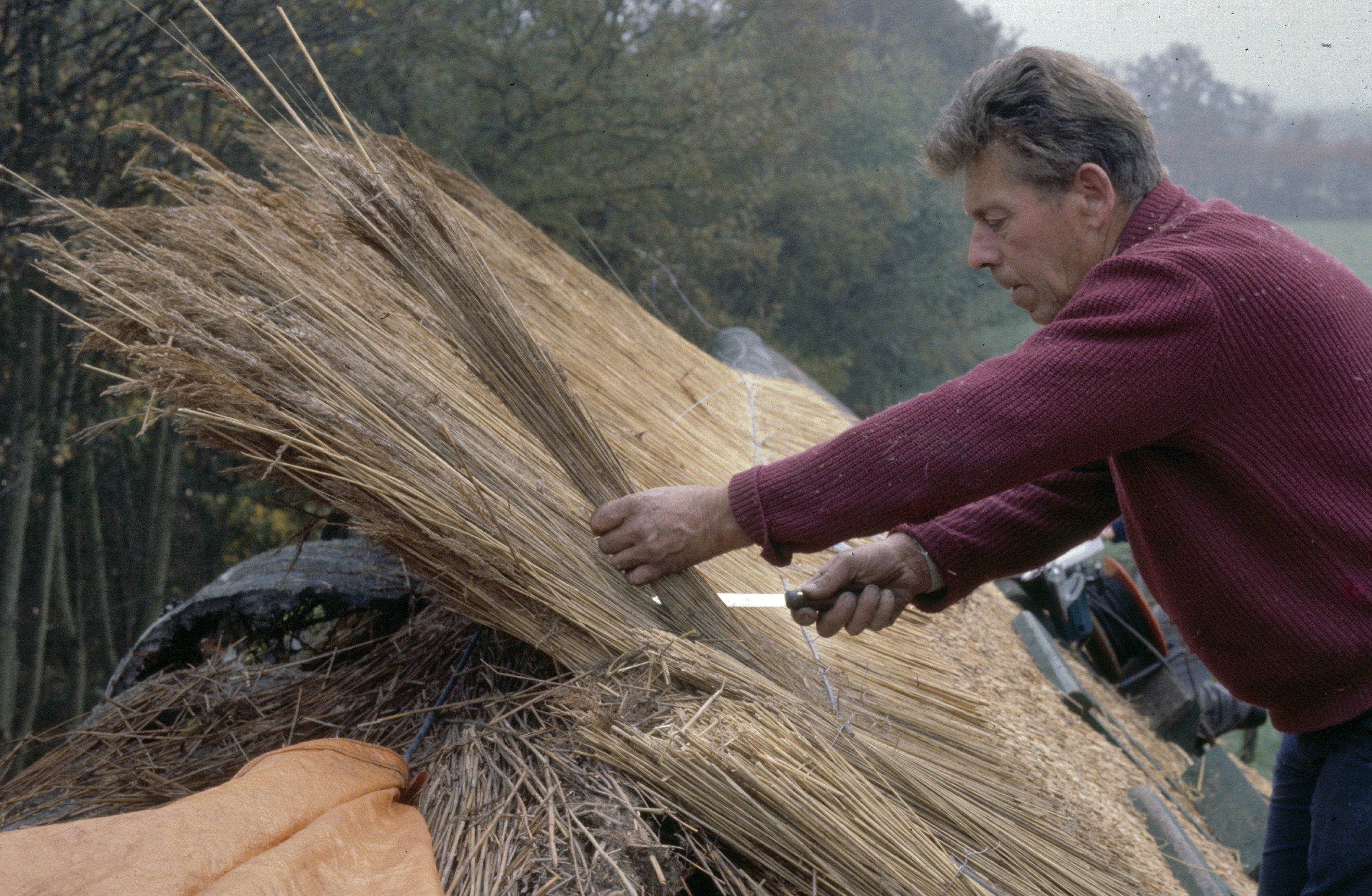
Обрізка кулів на гребені стріхи. Нідерланди.

Спочатку влаштовують дахову обрешітку: крокви зі стійками, бантинами і латами. Останні прибивають цвяхами до кроков на відстані приблизно 40 см одна від одної (при традиційному способі лати прив'язували). Під краєм стріхи влаштовували дощатий карниз — поспособі́йку.
Далі готують кулі (у деяких місцевостях відомі як «парки» чи «стропи») з соломи або очерету, це називають «крученням кулів».
Залежно від напрямку колоскової частини кулів розрізняють «стріху під волоть» (кулі спрямовані колосками догори) і «стріху під гузир» (кулі спрямовані колосками донизу). Кулі, які клали на кутах (рогах) стріхи, називаються наріжницями.

### Криття китицями
Китиці («жупи», «головачки») — зв'язані в місці колосків снопи. Найкраще підходить для стріхи житня солома, від жита ярового сіву. Китиці в'язали пізно восени: це було пов'язане не тільки з наявністю вільного часу в селян після збирання врожаю, але й з тим, що солома тоді набирала вологи і втрачала первісну ламкість. Околот брали руками, формували в місці колосся головку, згинаючи стебла, витягали жмут соломи, скручуючи з нього перевесло й обмотуючи ним за годинниковою стрілкою стебла під колосками. Обмотавши перевесло, кінець його просилювали під виток і витягали вниз паралельно стеблам. Потім витрушували рештки соломи, що залишилася незакріпленою. Готові китиці обрізали, надаючи їм однакової довжини. Частина китиці від перевесла до «гузиря» (кінця, протилежному колосу) називалась «подолок», а колоски, що виступали зверху — «бородою».
Крити стріху починали знизу, прив'язуючи китиці до лат вільним кінцем перевесла. Перевесло наступної китиці в ряду скручували зі залишком вільного кінця перевесла попередньої.
Було кілька способів розташування китиць на латах: починаючи з другої на кожній латі, починаючи з третьої через одну, починаючи з третьої на кожній латі. Послідовно розташовані ряди утворювали уступи — «карби». Товщина шару соломи сягала 50 см і більше.

### Криття плескачами
Більш простий спосіб — криття «плескачами» («сніпками», «ручками», «пучками») — здвоєними сніпками. На відміну від китиць, вони не мають головки, тому поверхня стріхи виходить рівною, без уступів.
Матеріал в'яжуть у невеликі снопи, обв'язуючи їх солом'яним або мотузковим перевеслом у місці гузиря. Потім сніп розділяють вздовж на дві рівних частини, просовуючи між стеблами дерев'яну паличку 35 см завдовжки, сочевицеподібного перерізу (із загостреними крайками). Розділені «пасма» стебел перекручують одне відносно одного на 360°, при цьому перевесло має утворити «вісімку». Готовий куль складається з двох зв'язаних сніпків, що щільно прилягають один до одного.
Стріху починають крити знизу, надіваючи кулі на лати, таким чином, щоб обидва сніпки обхоплювали лату зверху і знизу. Нижній ряд виконували з кулів, зв'язаних не в місці гузиря, а в місці колосків, тобто він був спрямований гузирями донизу. Вищі ряди вже крили гузирями догори. Кожний куль повинен щільно прилягати до сусідніх, вищі ряди кулів мають перекривати нижні.

### Криття ручками
Стріху могли крити і простими снопами («ручками», «пучками»), укріпляючи кожен ряд «ліскою» — поздовжньою горизонтальною жердиною, що прив'язувалася до лат пропущеними крізь шар соломи перевеслами або дротом.

### Криття внатруску
Для криття стріхи «внатруску» використовували коротку солому, яку замочували у воді, отримуючи в'язку масу. Для кращого зчеплення соломи з обрешіткою на латах кріпили тибелі — дерев'яні кілочки 25 см завдовжки, або робили лати зі сучкуватих жердин. Вздовж нижнього краю стріхи вкладали кулі довгої соломи — щоб маса не сповзала донизу, для цієї мети могли використовувати й дошки. Через кожні 80-100 см стріхи укладали по периметрі горизонтальні сучкуваті жердини, які укріпляли солом'яну масу. Після висихання шар соломи сягав 80 см і більше.

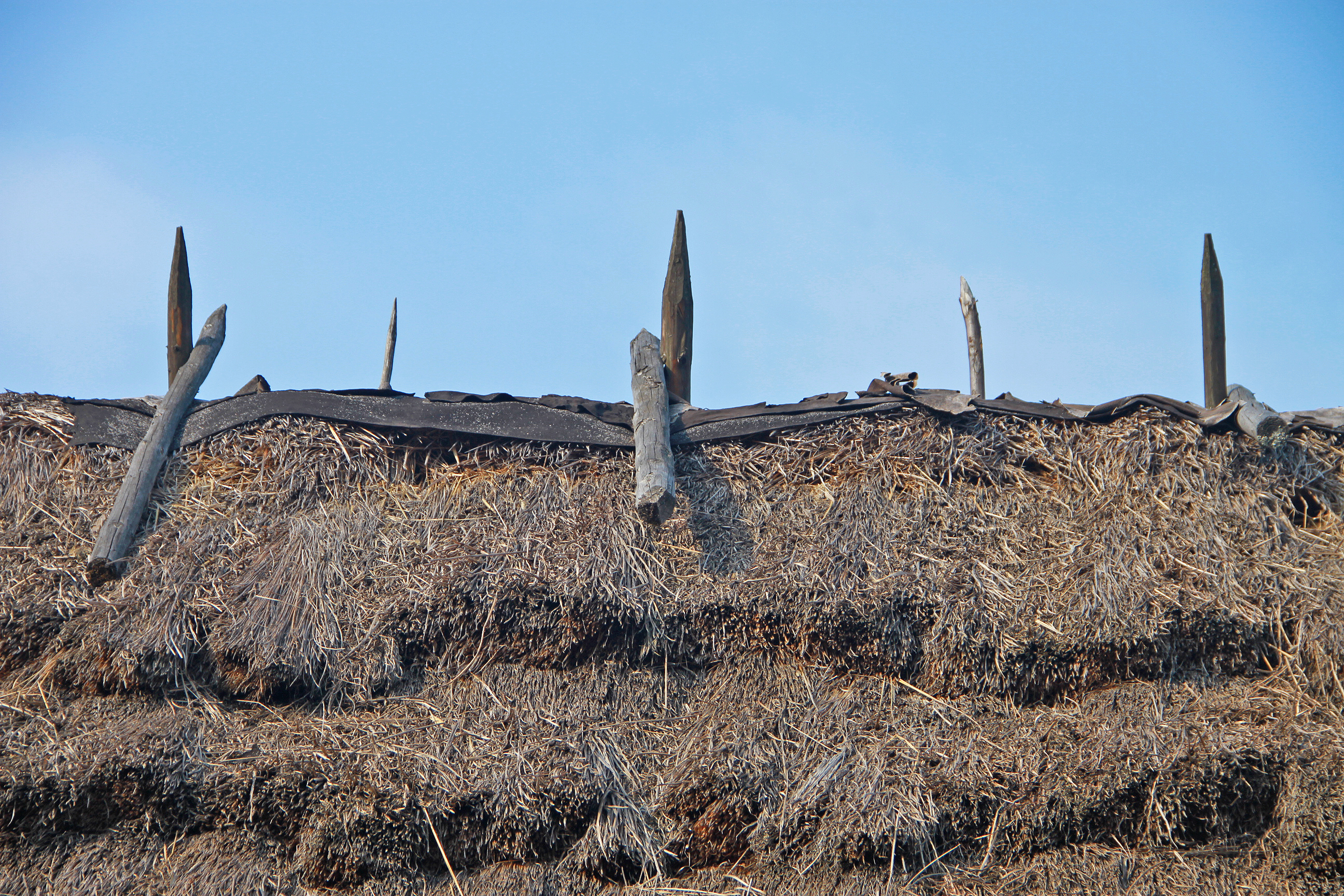
Гребінь стріхи з ключинами

### Очеретяна стріха
Стріхи можуть виконувати і з очерету.

### Гребінь стріхи

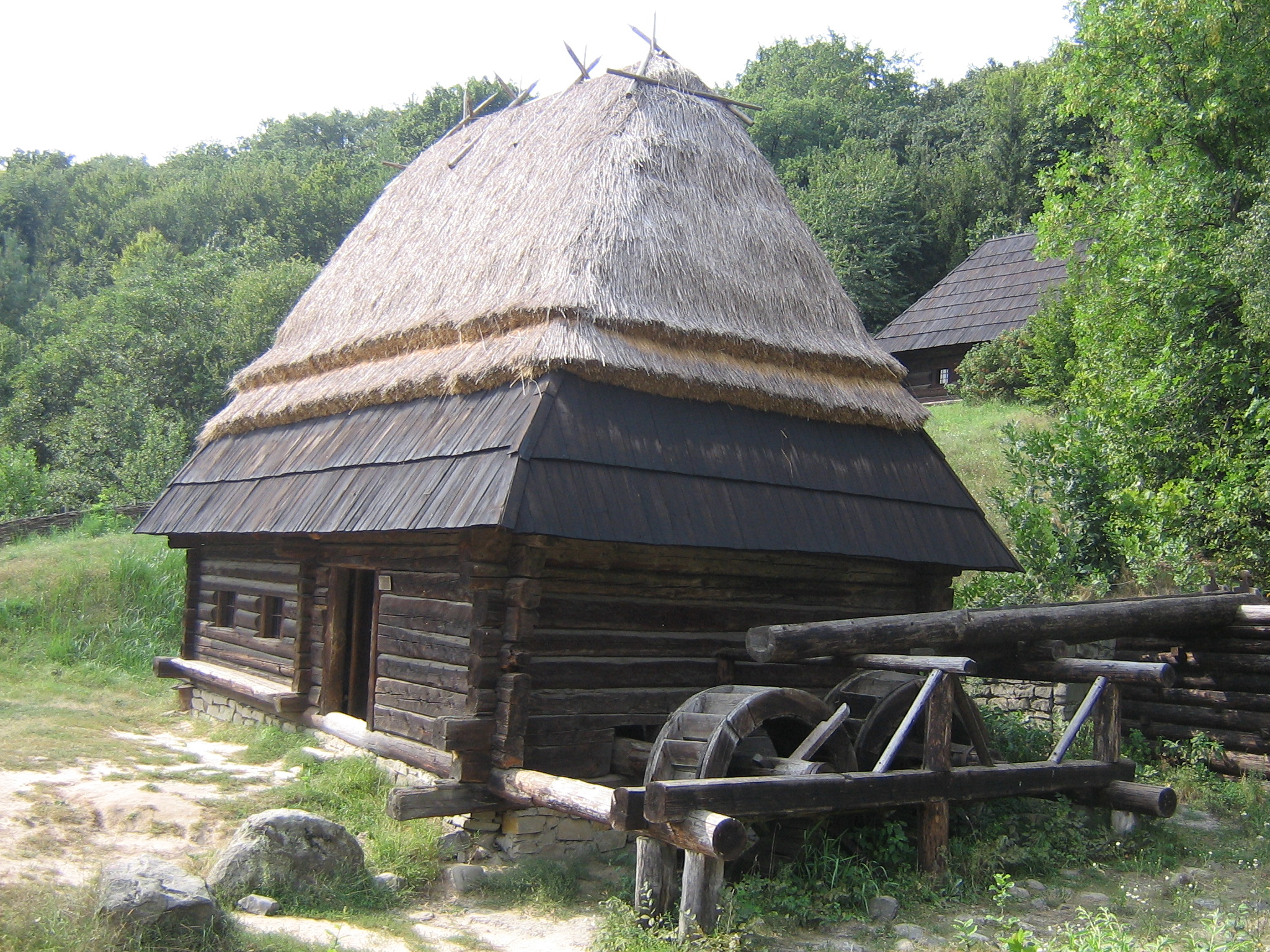
Комбінована покрівля водяного млина

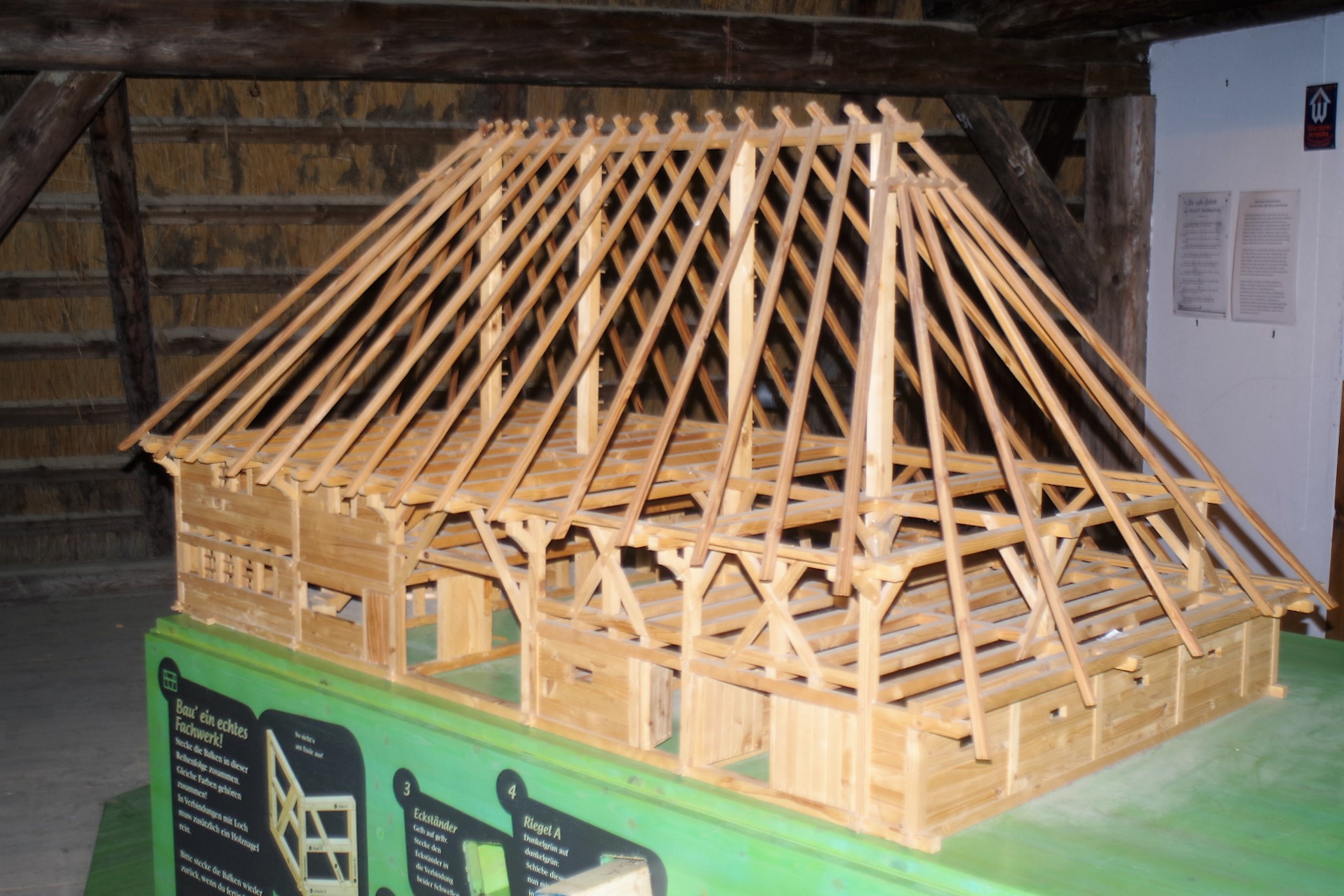
Модель будинку з кроквяною системою під стріху. Село-музей Кюрнбах, Бад-Шуссенрід

Гребінь стріхи влаштовували по-різному: з товстого шару дрібної утрамбованої соломи чи костриці, покритої шаром довгої соломи чи валком з довгої поздовжньої жердини, або з 1-2 рядів драниць. Зверху солому на гребені притискували з'єднаними під кутом жердинами — ключинами (пі́взенами, пі́взнями, півзи́нами).

### Комбіновані дахи
Солом'яний дах могли поєднувати з дерев'яним: або завершувати дерев'яне покриття нижньої частини покрівлі солом'яною стріхою, або навпаки, робити верхню частину стріхи з дощок, драниці.

## Властивості
Товстий шар соломи забезпечував прийнятну гідро- і високу термоізоляцію. На горищі хати зі стріхою навіть влітку було прохолодно. Недоліками стріхи є менша порівняно з іншими видами покриття довговічність і висока пожежонебезпечність.

## У культурі
Стріха — уосібнена назва помешкання, оселі, хати, родинного вогнища.

### Прислів'я, мовні звороти
- І горобець свою стріху має (із записів М. Номиса)
- На мою стріху мече, а на його паде
- Своя стріха — своя втіха
- Чужу стріху латає, а своя тече
- Під батьковою (батьківською) стріхою — у рідній хаті, у своїй сім'ї
- Під однією стріхою — в одному приміщенні, однією родиною
- Під чужою стріхою — у чужій хаті

## Галерея

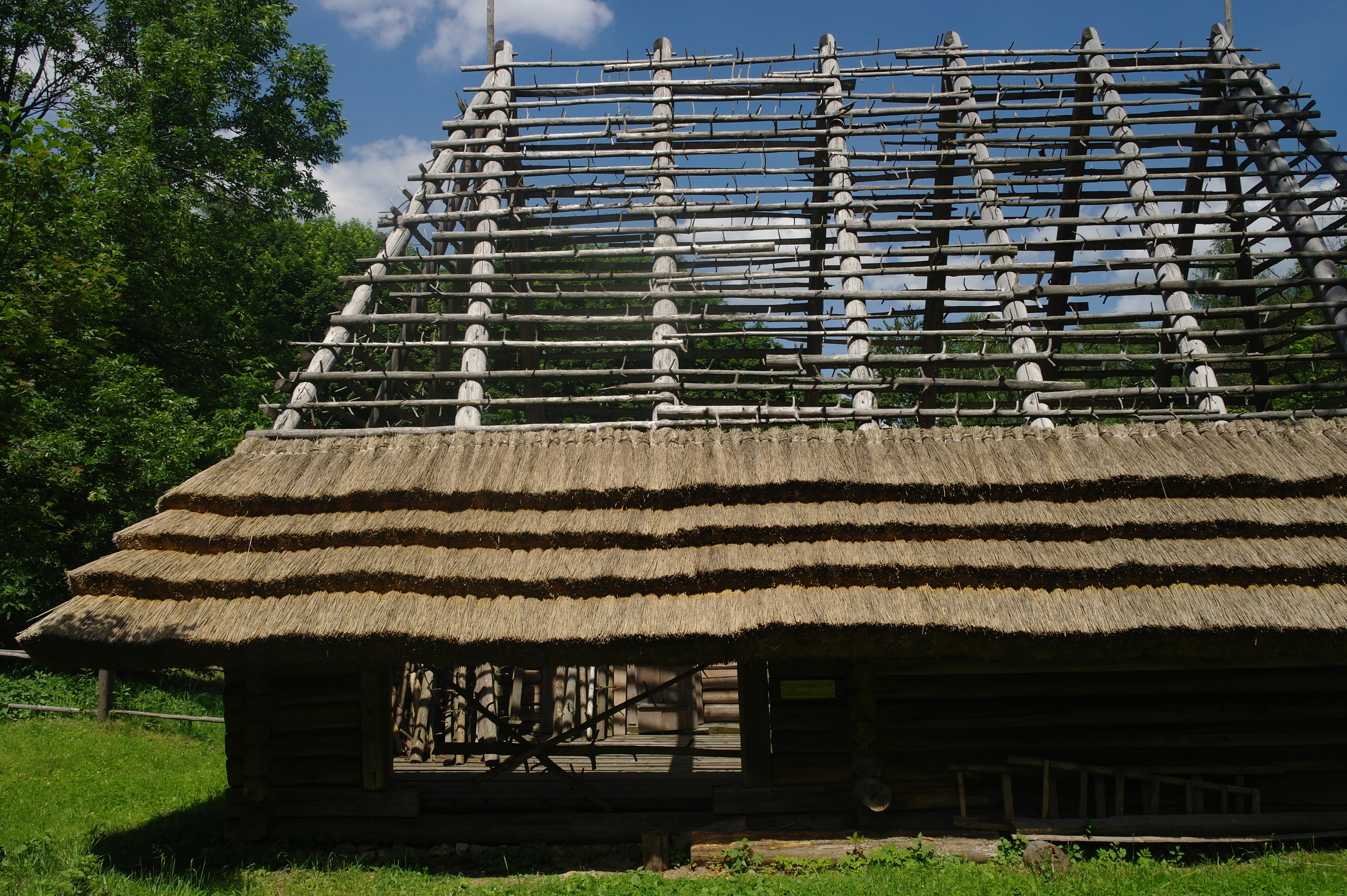
Обрешітка під стріху з тибельованими латами
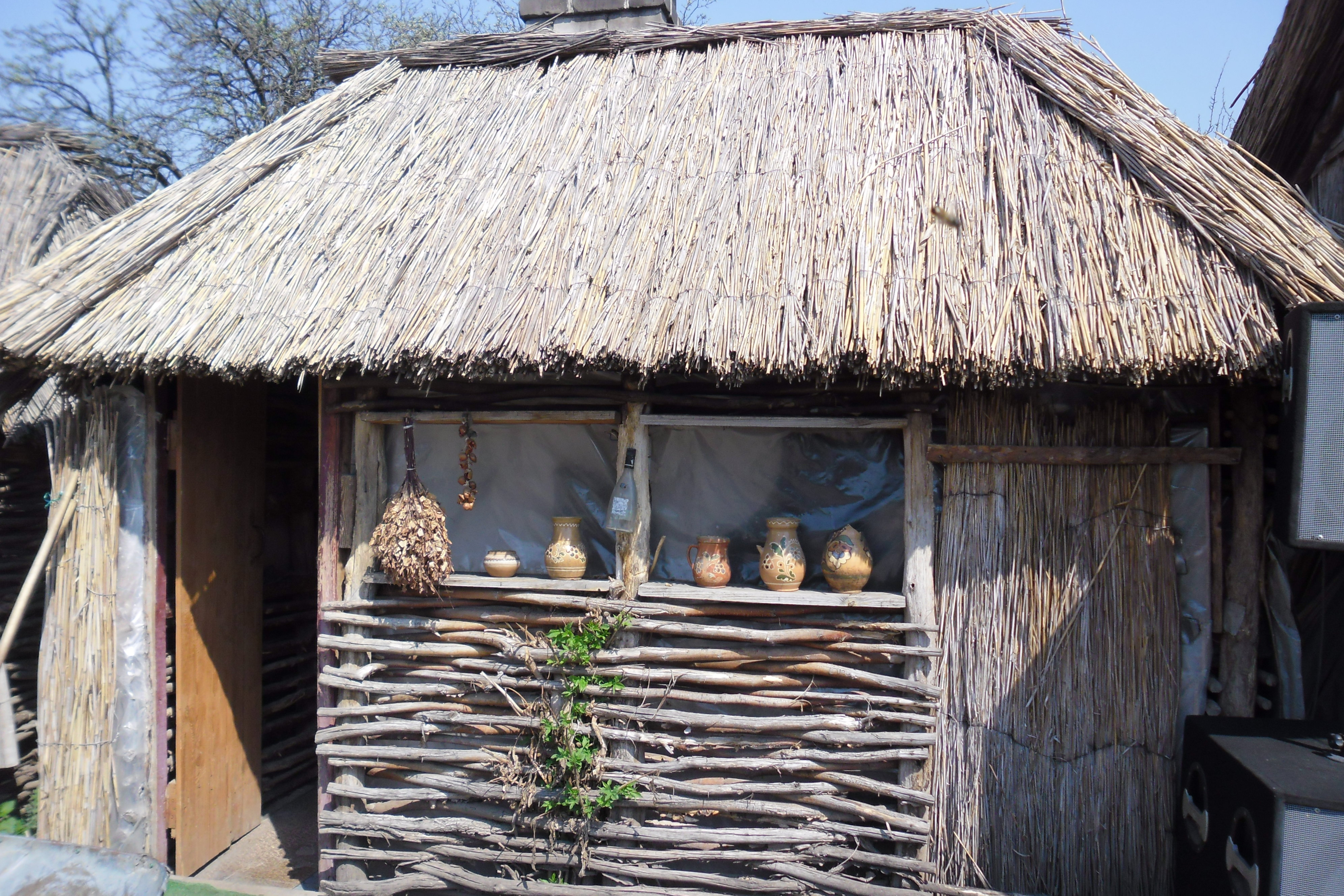
Реставрація солом'яної стріхи. Полтавська область.
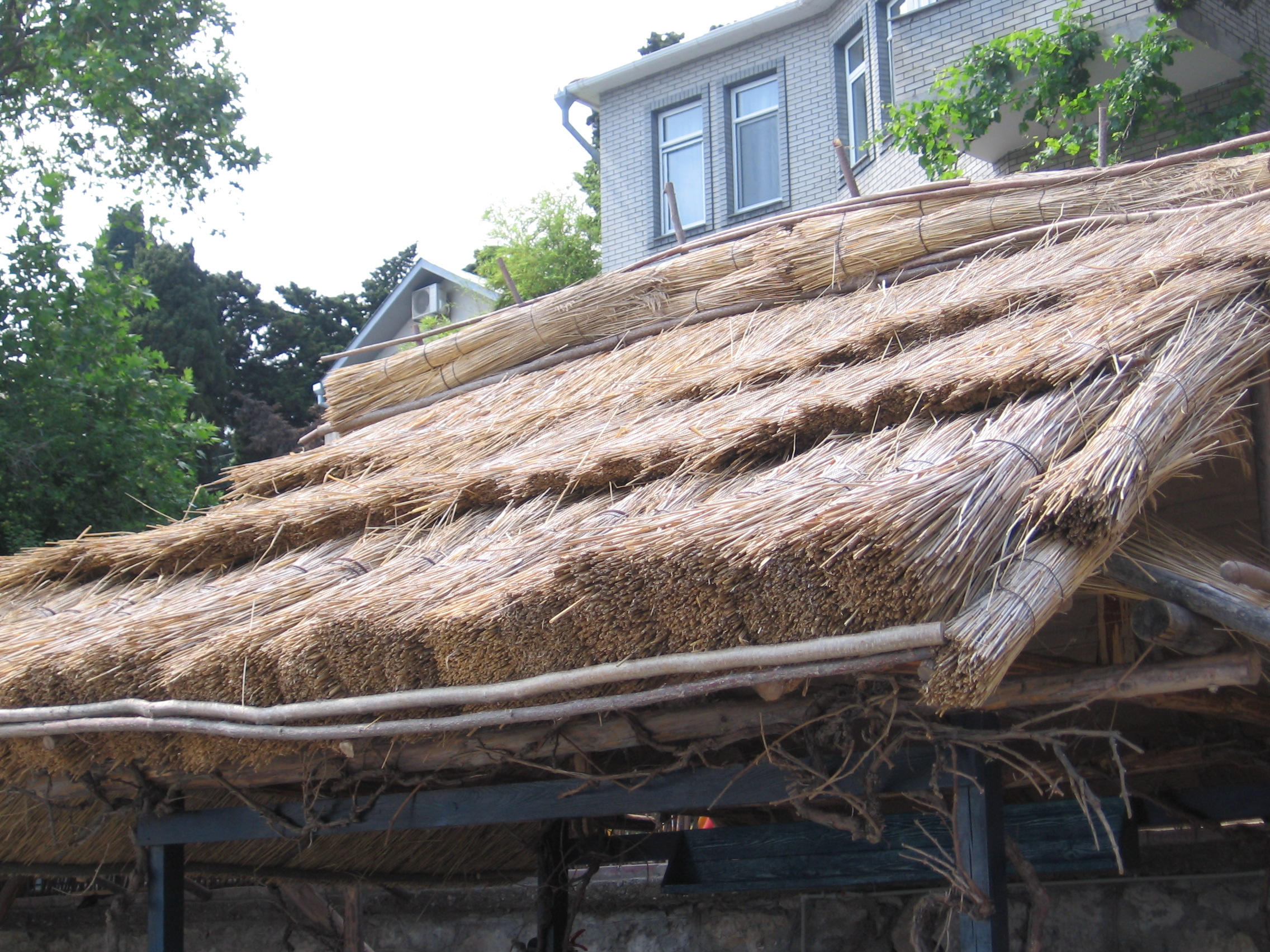
Стріха з очерету. Крим. Реставрація.
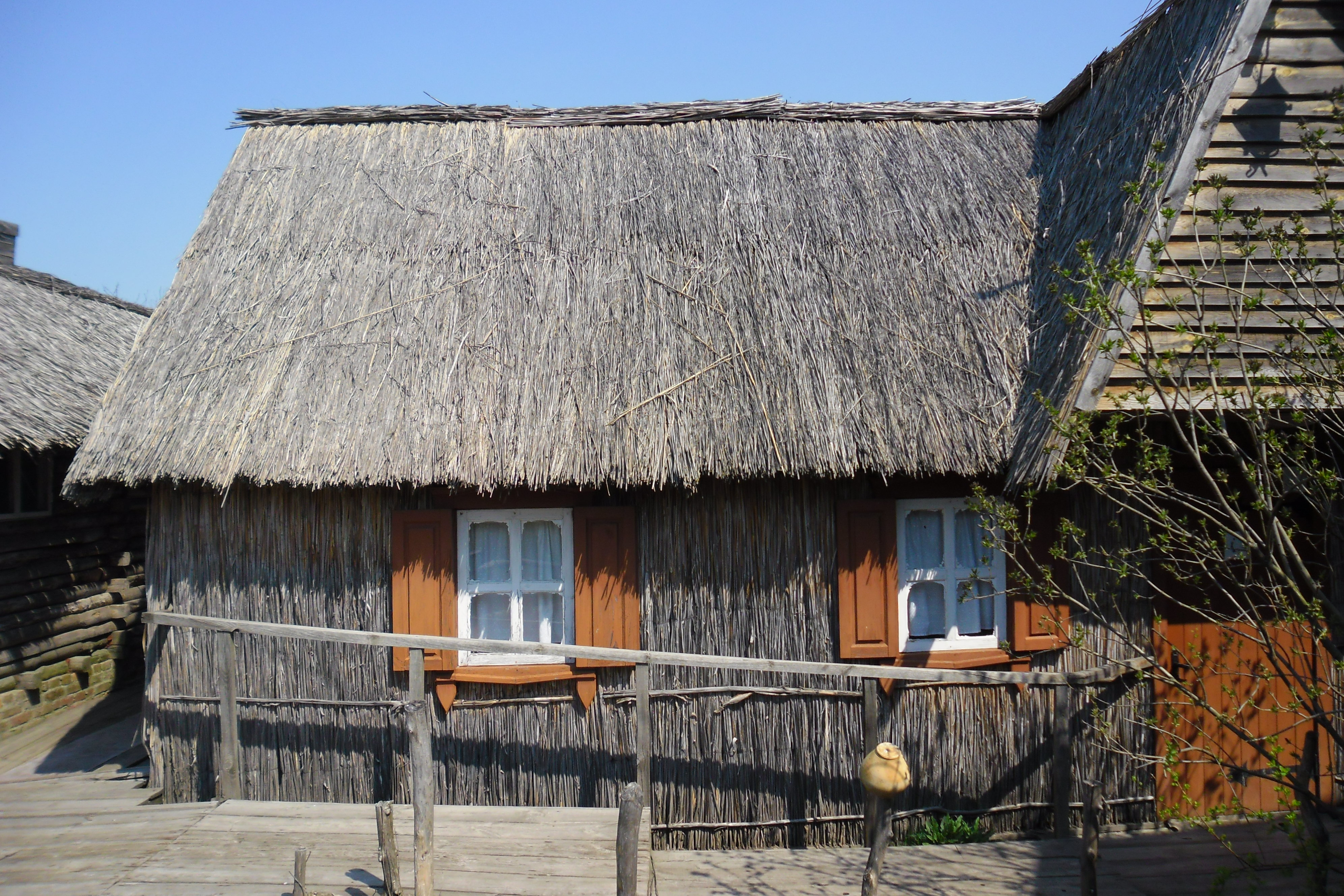
Реставрація солом'яної стріхи. Полтавська область.
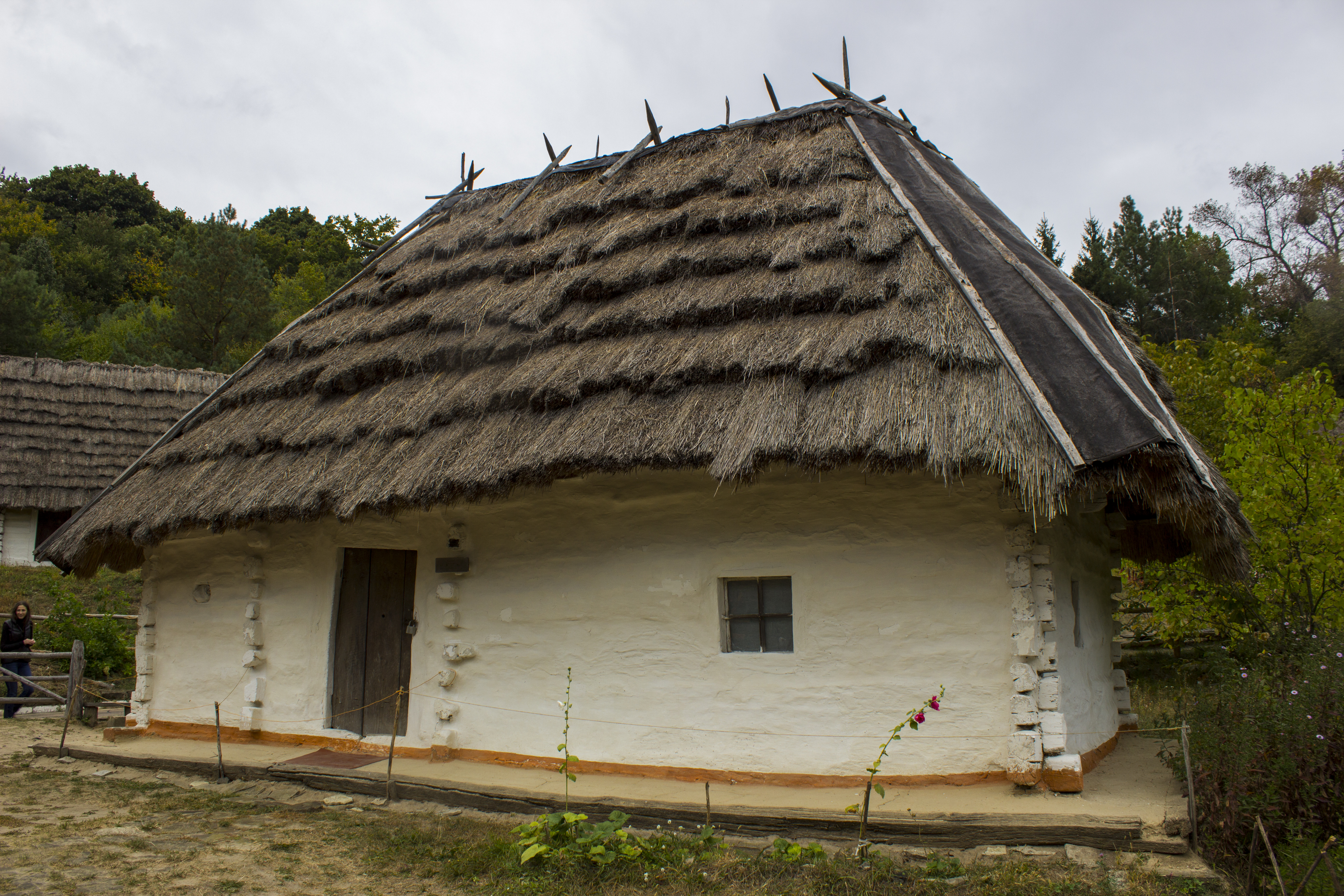
Стріха з «карбами» з села Медведівці. Музей у Пирогові.
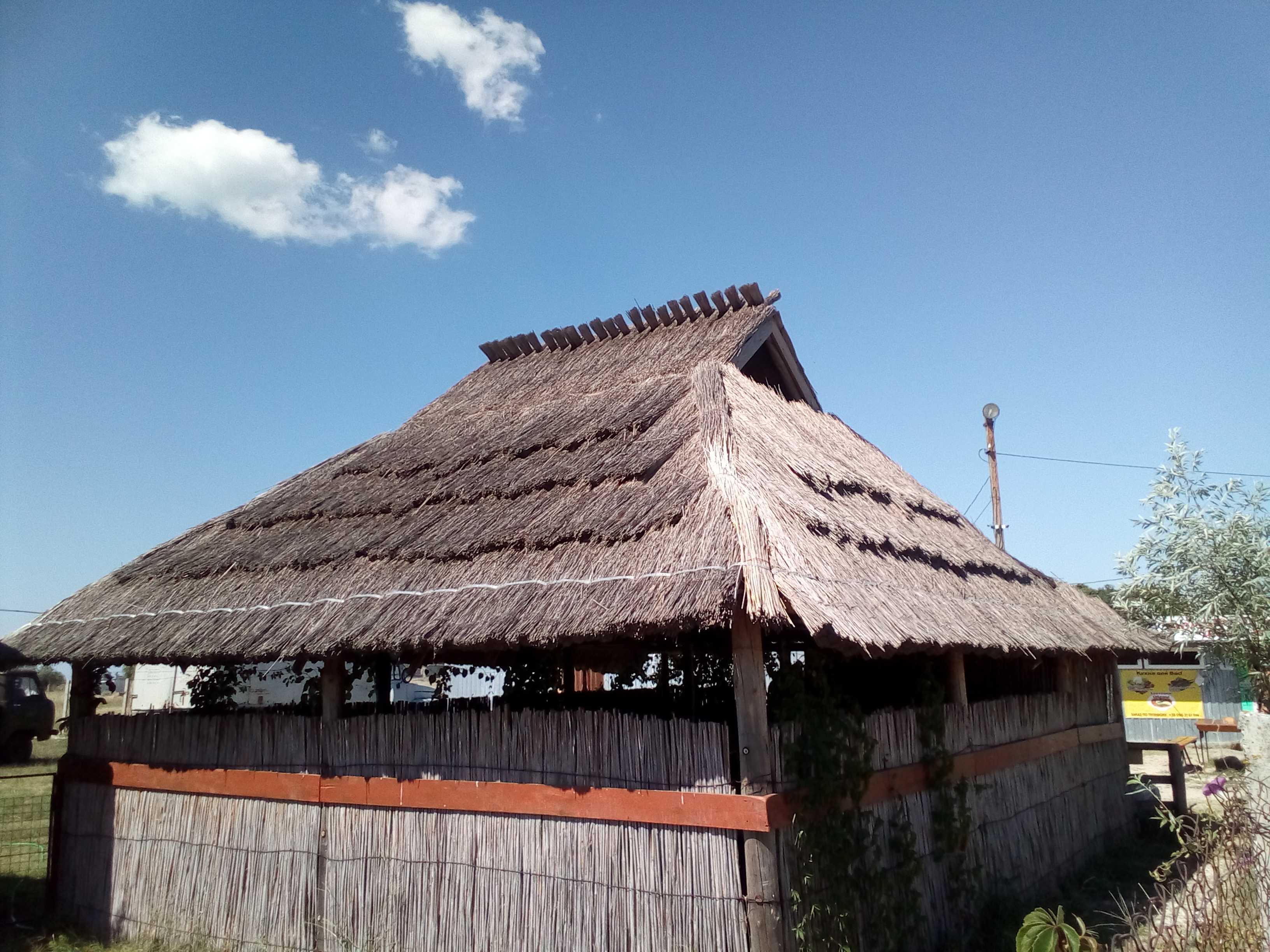
Стріха з очерету ретро-кав'ярні. Кінбурнський півострів. 2018 р.
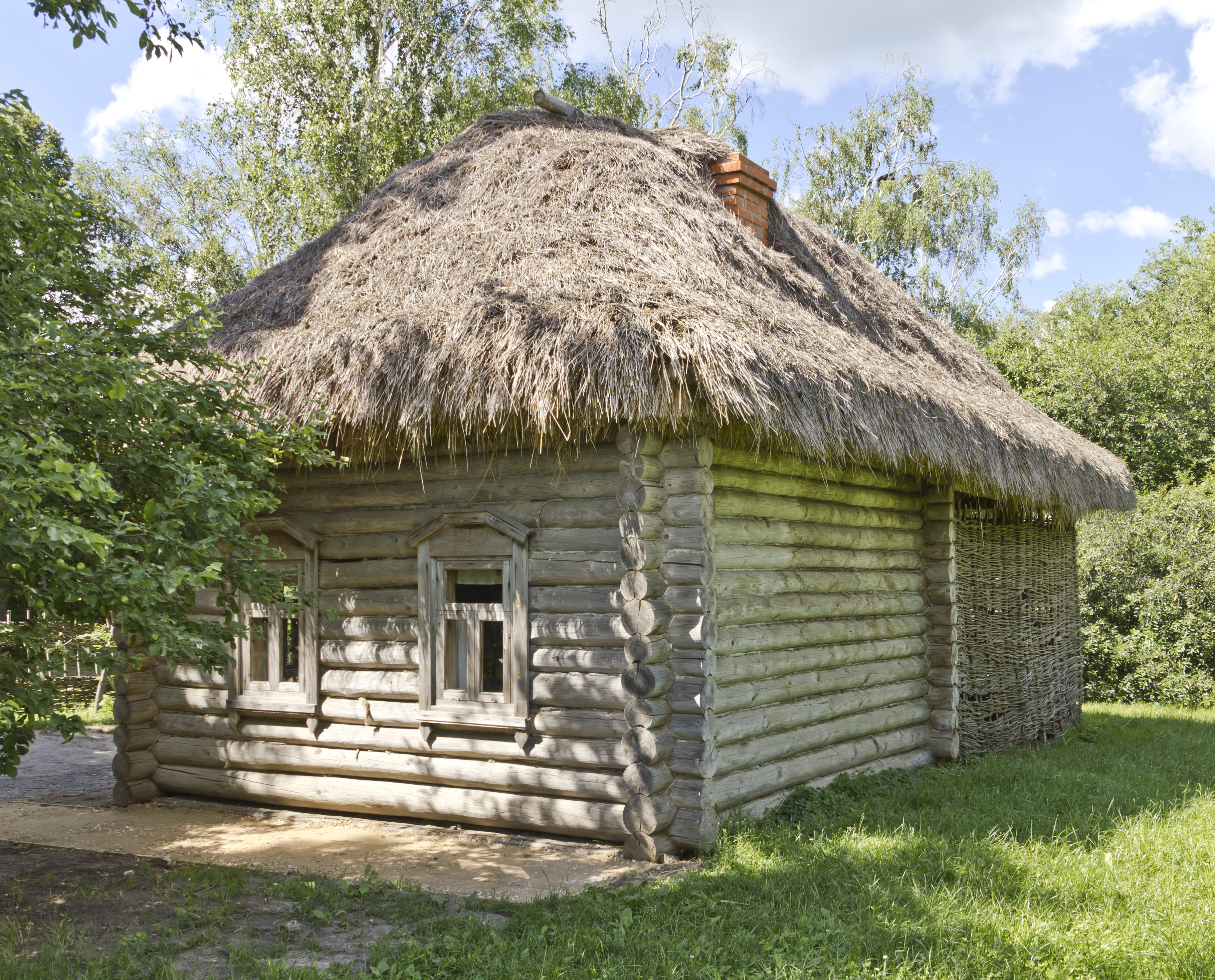
Хата зі стріхою з музею С. О. Єсеніна. Константиново, Рибнівський район Рязанської обл.

Технологія

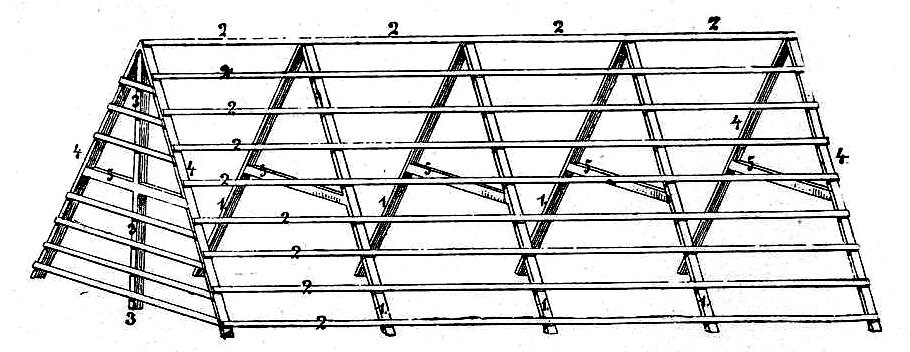
Дахова обрешітка під стріху
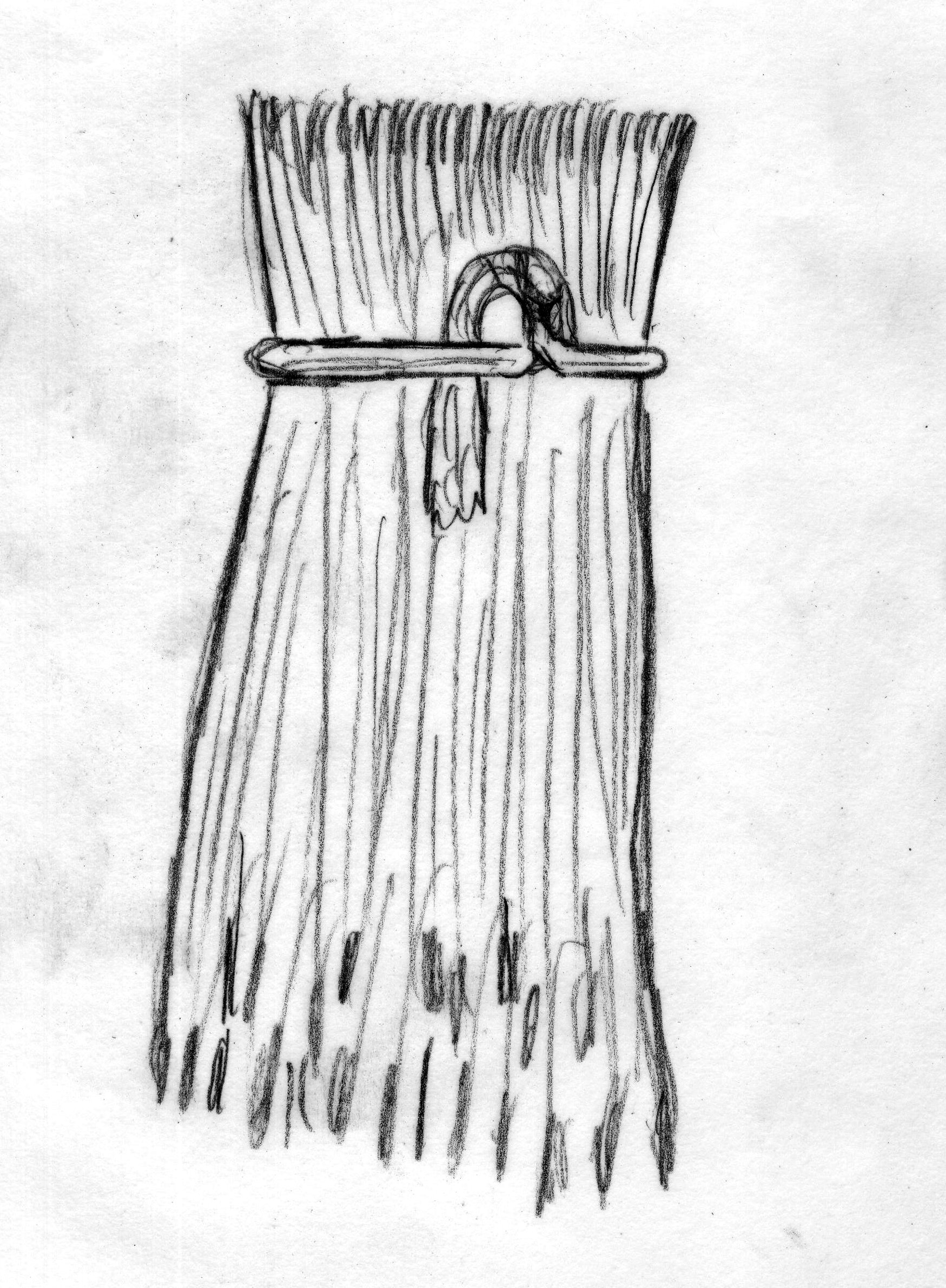
Сніп для покриття стріхи
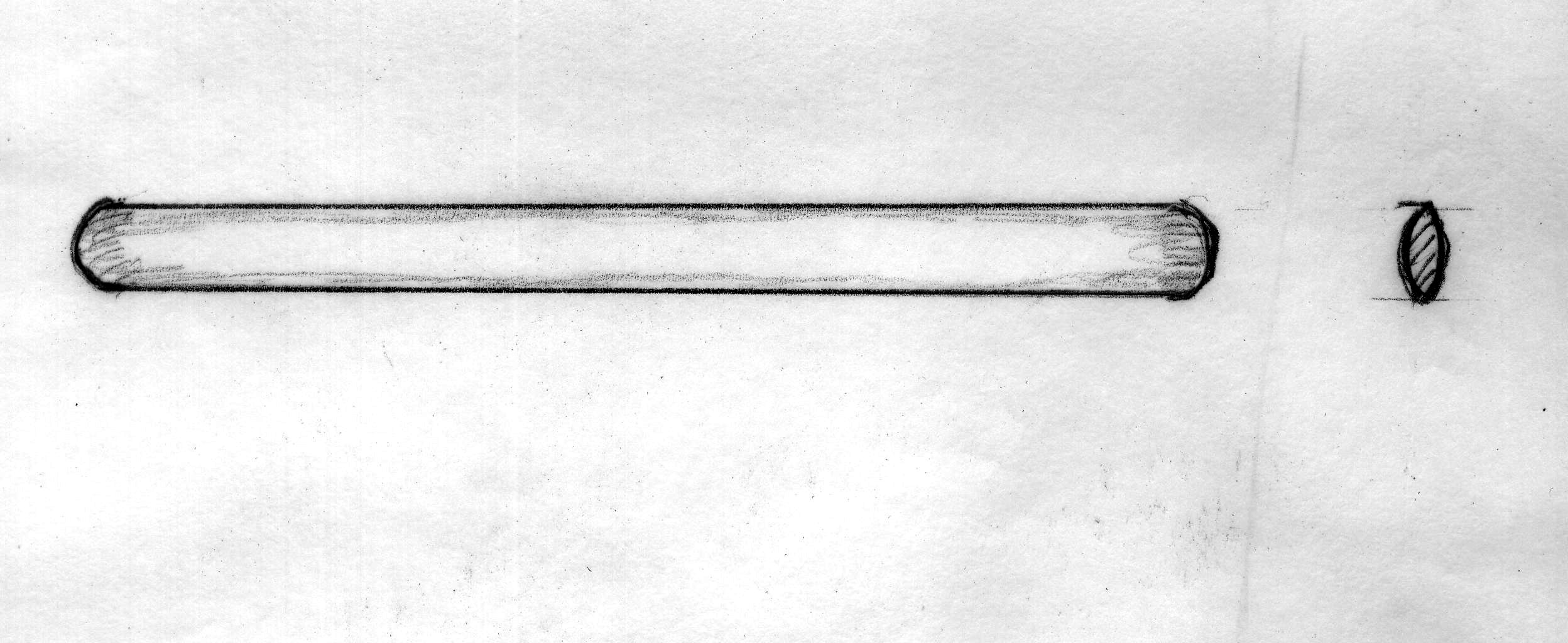
Пристрій для розділення снопів надвоє
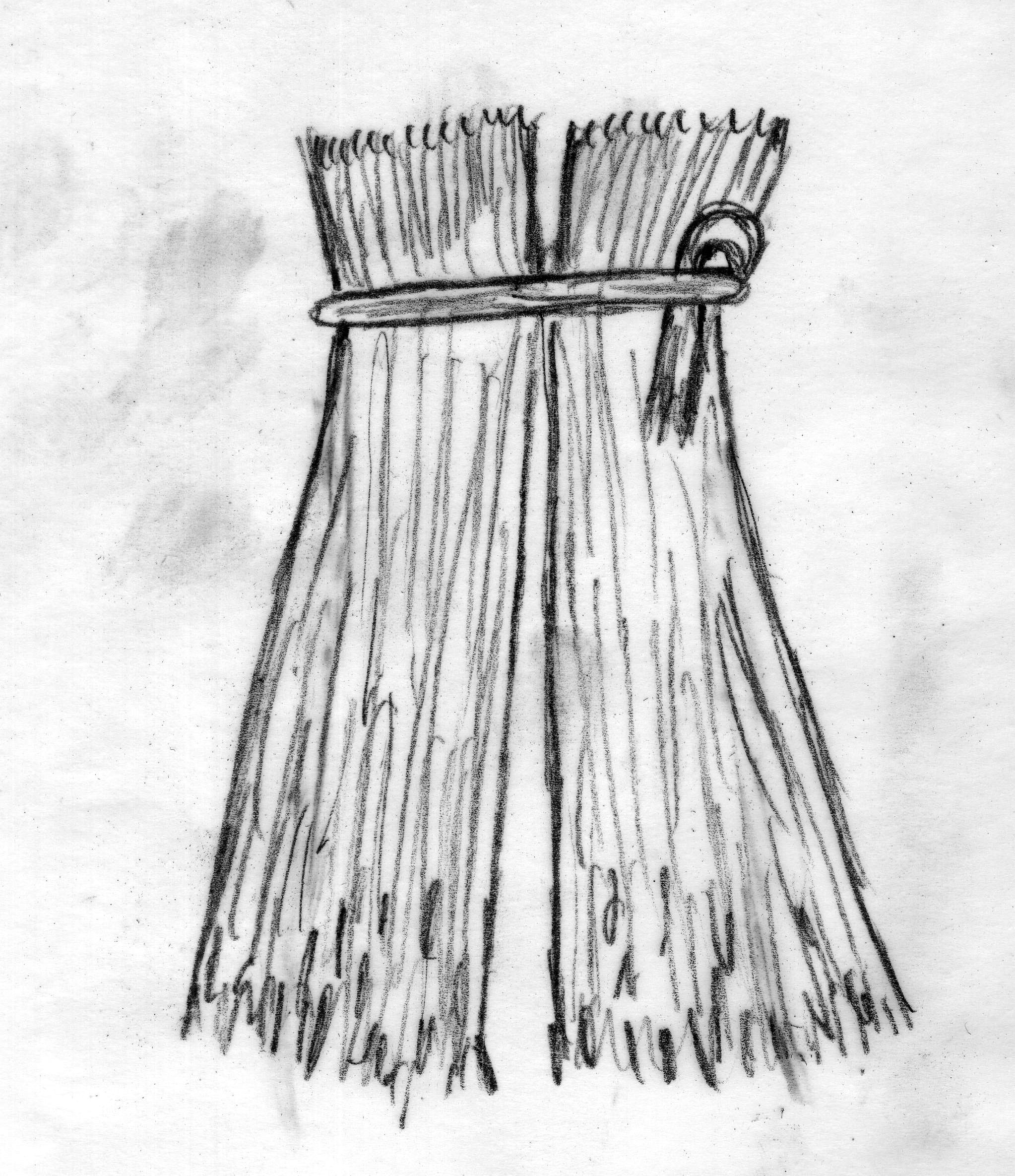
Розділений надвоє сніп
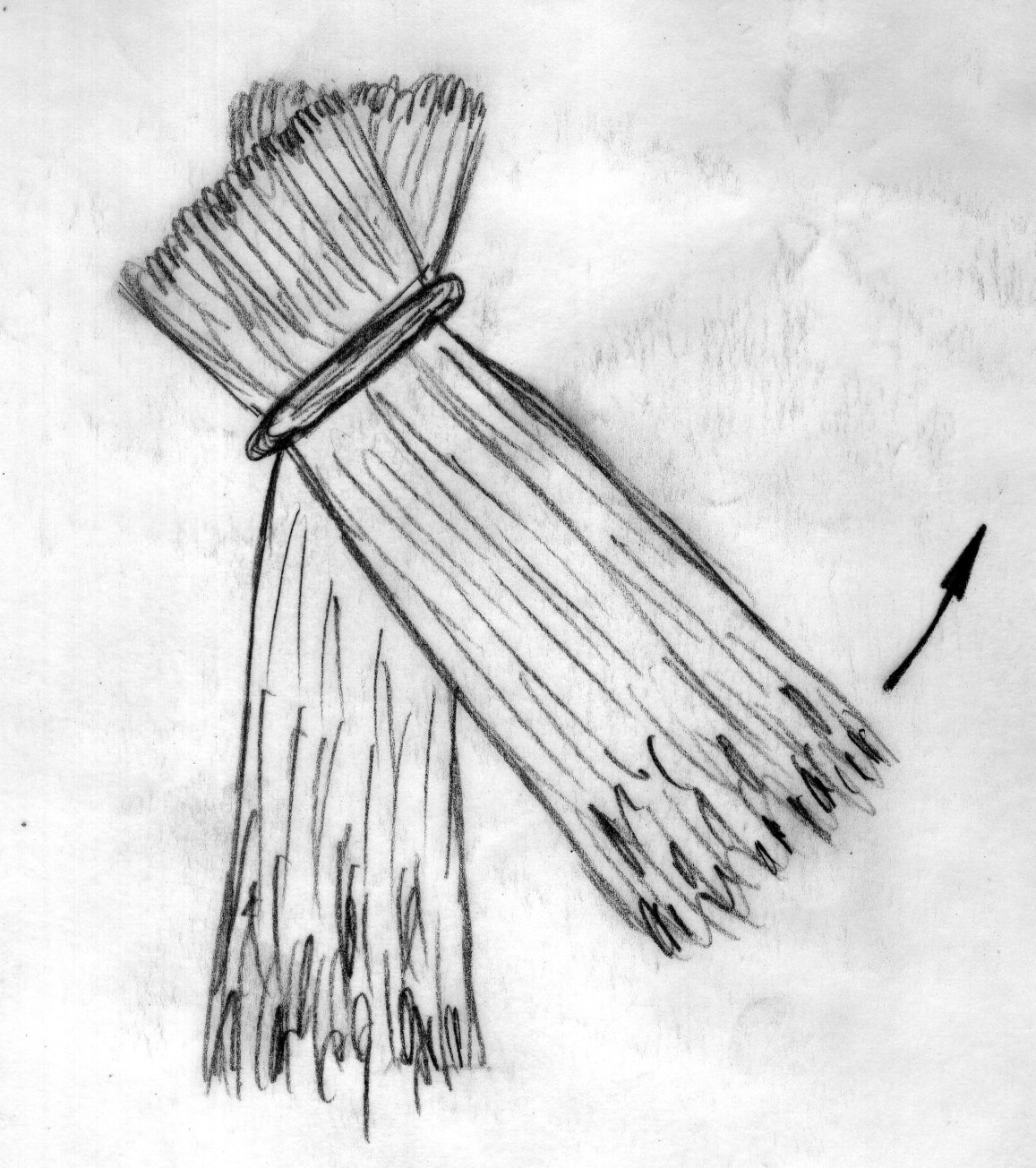
Перекручування перевесла снопа «вісімкою»
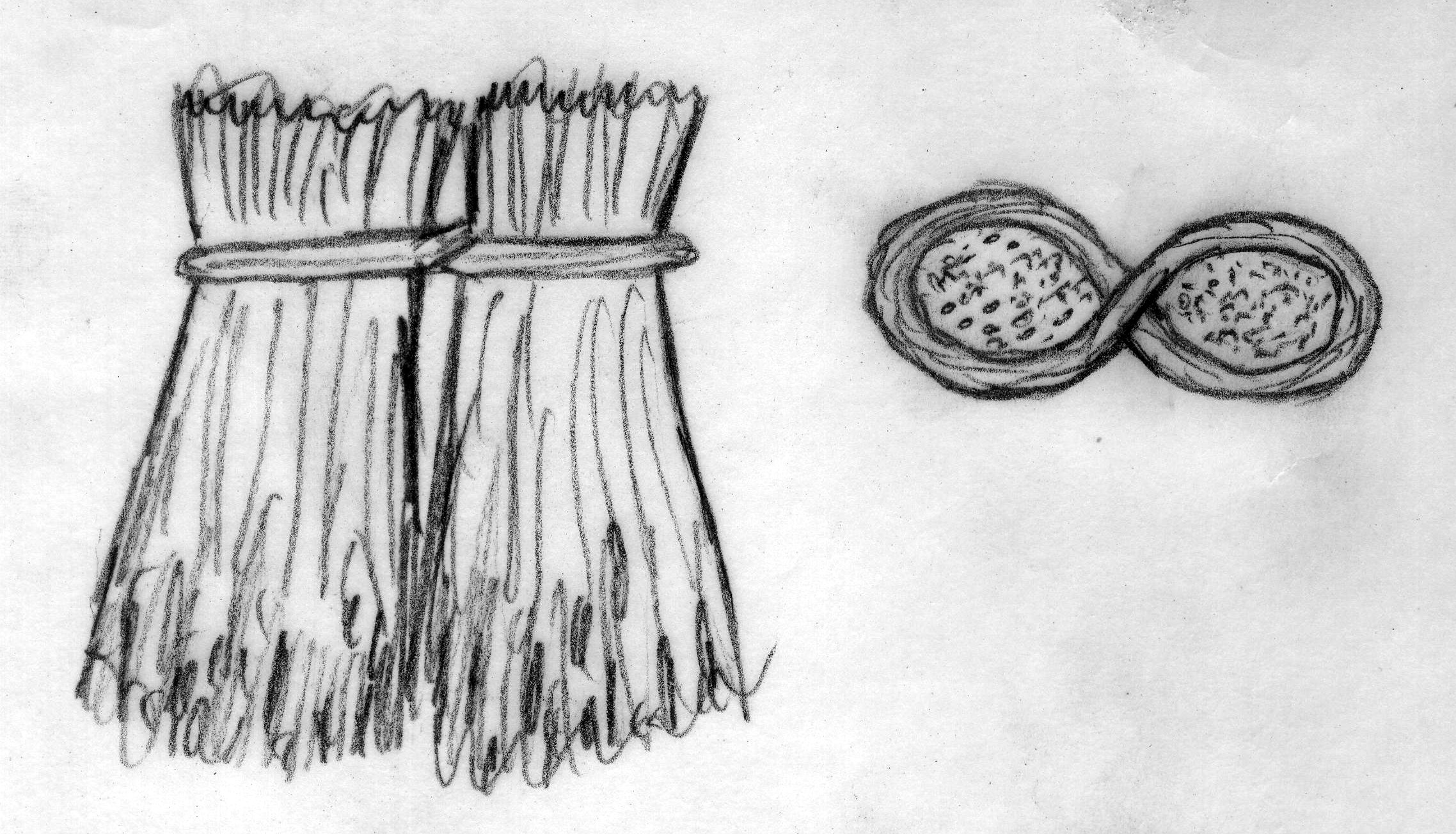
Готовий куль
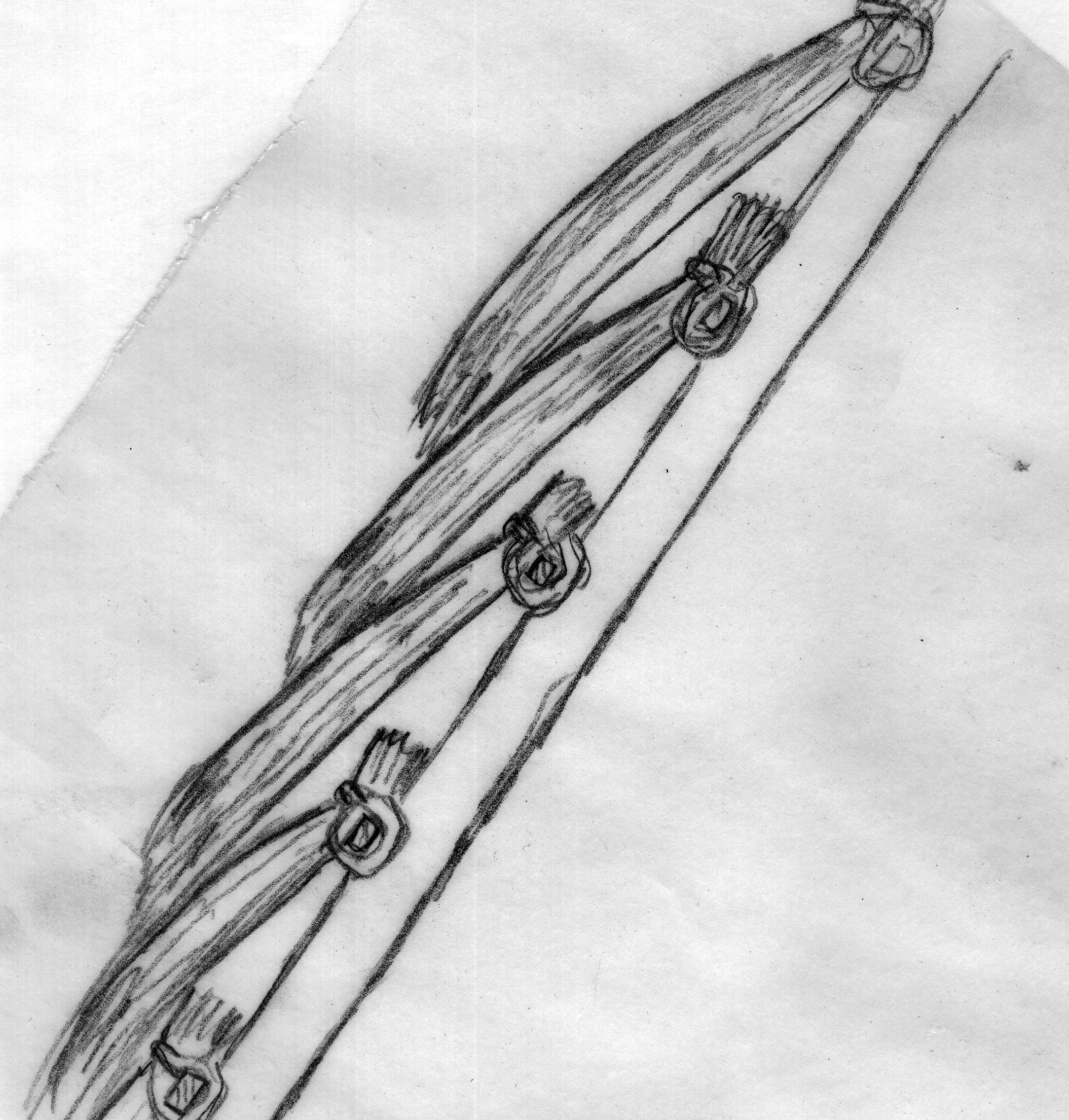
Розташування кулів на латах обрешітки